# Perizoma lugdunaria
Perizoma lugdunaria là một loài bướm đêm trong họ Geometridae.